# Myoictis wavicus
Myoictis wavicus е вид бозайник от семейство Торбести мишки (Dasyuridae).

## Разпространение
Видът е разпространен в Папуа Нова Гвинея.